# بروتين الصدمة الحرارية
بروتينات الصدمة الحرارية (Heat shock proteins) (وباختصار HSP) هي عائلة من البروتينات التي تنتجها الخلايا استجابةً للتعرض لظروف ضغوطية.
تم وصف هذه البروتينات لأول مرة فيما يتعلق بالصدمة الحرارية، ولكن من المعروف الآن أنه يتم التعبير عنهم أيضًا أثناء الضغوط الأخرى بما في ذلك التعرض للبرد والأشعة فوق البنفسجيةوالنقص الغذائي، والإجهاد التأكسدي، وأثناء التئام الجروح أو إعادة تشكيل الأنسجة.
يؤدي العديد من أعضاء هذه المجموعة وظائف الشابرون عن طريق تثبيت البروتينات الجديدة لضمان الطي الصحيح أو عن طريق المساعدة في إعادة تشكيل البروتينات التي تضررت بسبب إجهاد الخلية.
يتم تنظيم هذه الزيادة في التعبير عن طريق عملية النسخ. تعد زيادة التنظيم لبروتينات الصدمة الحرارية جزءًا أساسيًا من استجابة الصدمة الحرارية وينتج بشكل أساسي عن طريق عامل الصدمة الحرارية (HSF). تتواجد بروتينات الصدمة الحرارية في جميع الكائنات الحية تقريبًا، من البكتيريا إلى البشر.
تتم تسمية بروتينات الصدمة الحرارية وفقًا لوزنها الجزيئي. على سبيل المثال، تشير Hsp60 و Hsp70 و Hsp90 (هذه البروتينات التي تمت دراستها على نطاق واسع) إلى عائلات بروتينات الصدمة الحرارية بترتيب 60 و 70 و 90 كيلودالتون في الحجم على التوالي.يحتوي بروتين يوبيكويتين الصغير الذي يبلغ وزنه 8 كيلودالتون أيضاً على خصائص بروتين الصدمة الحرارية.

## الأهمية
تؤدي بروتينات الصدمة الحرارية وظائف حاسمة في ضمان الطي الصحيح للبروتينات، ونقلها بالإضافة إلى تجميع وتفكيك معقدات البروتينات. نظرًا لأن بروتينات الصدمة الحرارية تساعد في هذه الوظائف، فقد تم وصفها بأنها مرافقات جزيئية.
يعتقد بأن هذه البروتينات يمكن ان تلعب دور في السرطان وبعض العلاجات المحتملة كاللقاحات المضادة للسرطان.وهناك بعض الدراسات التي تبحث الأهمية الزراعية لهذه البروتينات فقد تساعد النباتات على التأقلم على الظروف البيئية الصعبة مثل الجفاف والتربة الفقيرة.

## روابط خارجية
- Heat-Shock+Proteins في المكتبة الوطنية الأمريكية للطب نظام فهرسة المواضيع الطبية (MeSH).